# コマンチ族の乗馬術による軍功
「コマンチ族の乗馬術による軍功」（"Martial Feats of Comanche Horsemanship"）は、アメリカ合衆国のテレビドラマ『ウォッチメン』の第1シーズン第2話であり、2019年10月27日にHBOで放送された。

## プロット
第一次世界大戦中、アメリカ軍兵士のOB・ウィリアムズは黒人部隊の1人として行進する。その最中、ドイツの飛行機が頭上からアメリカによる人種差別を訴えるプロパガンダ広告を投下し、OBはその1枚をポケットにしまって持ち帰る。
現在、アンジェラはジャッドの死を嘆き、2015年のクリスマス・イヴにタルサの警官40人とその家族が第7機兵隊の標的となった「ホワイト・ナイト事件」の後に彼と親友となったことが回想で明かされる。事件で生き残った者のうちアンジェラとジャッドだけが警察に留まり、新人を募集するために警察官の身元を保護する法律をさせることを州に要求したのであった。
アンジェラは車椅子の老人をパン屋に連れて行き尋問する。彼は自分がウィルであると言い、アンジェラの祖父であると主張するが彼女は疑う。彼女が密かに彼のDNAを採取して遺産センターで鑑定したしたところウィルの主張は肯定される。ウィルは誰もが秘密を抱えており、そしてジャッドでさえクローゼットの中に髑髏があるだろうと語る。
アンジェラはジェッドの自宅での通夜に出席し、仮病を使って彼の寝室に忍び込み、クローゼットの奥の隠しドアの中に保安官バッジのついたクー・クラックス・クランの衣裳を発見する。通夜後にウィルのもとに戻ったアンジェラはジャッドのクローゼットをなぜ知っているのかを尋ねるが、彼は答えない。アンジェラはウィルを警察署に連れて行こうとするが、彼を乗せた車は巨大な電磁石によって持ち去られてしまう。残されたアンジェラの足下には1枚の紙が落ちてくる。それはOBが拾ったドイツのプロパガンダ広告であり、その裏面彼が1921年のタルサ人種暴動で幼いウィルが逃げる前に「この子を見守ってください」と書いた紙であった。
田舎の邸宅の主は使用人のフィリップス君とクルックシャンクス嬢、その他の覆面の使用人たちが演じる自作の戯曲『時計職人の息子』を鑑賞する。ジョナサン・オスターマンがDR.マンハッタンへと変貌する場面ではセットの実験室にいるフィリップスが本物の焼却炉によって生きたまま焼かれてしまう。それでも戯曲は続き、最後に他の俳優やスタッフがフィリップスとクルックシャンクスのクローンであることが明かされる。主はフィリップスのクローンに焼け死んだ方の彼をセラーに運ぶように指示する。

## 製作

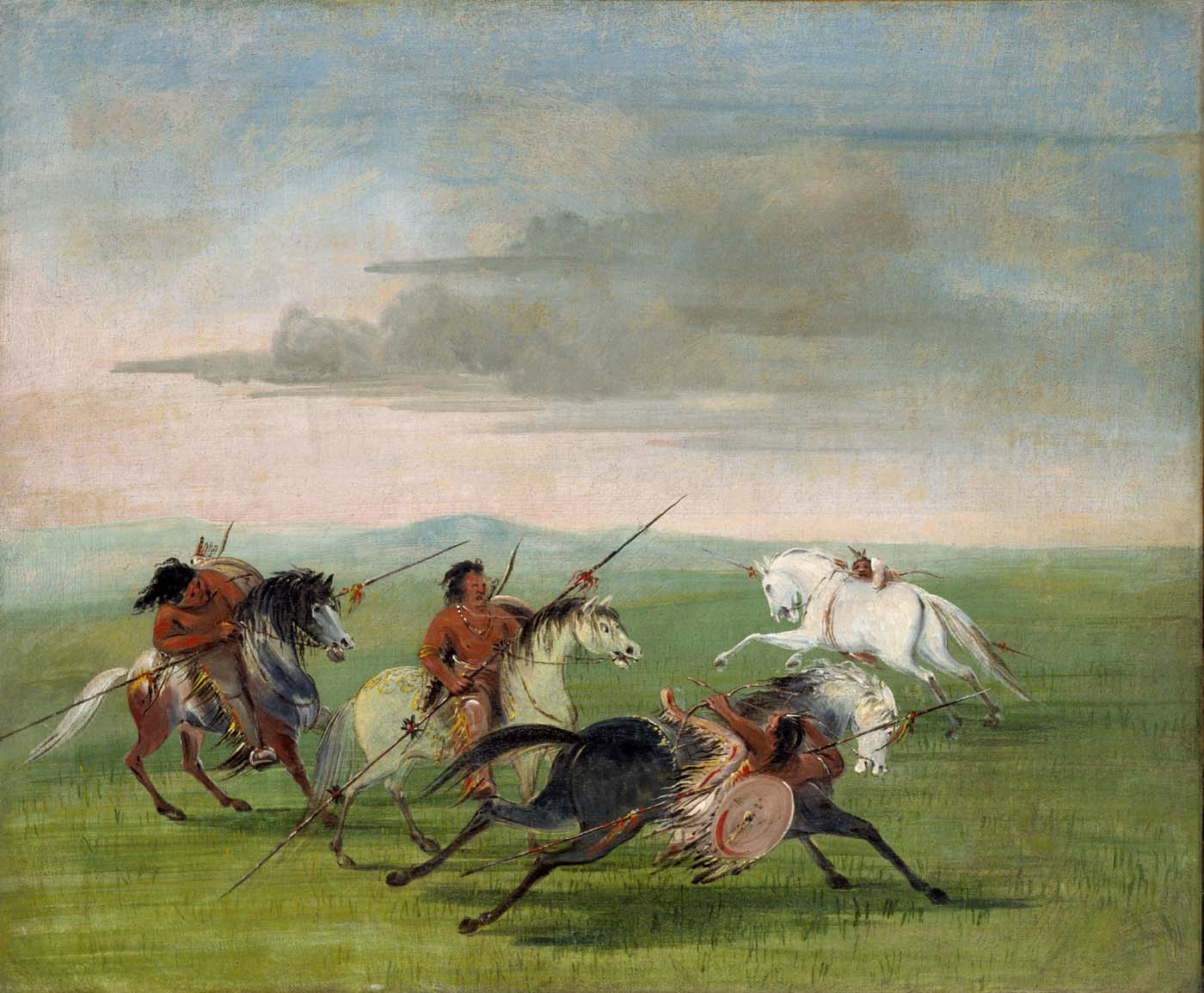
エピソードのタイトルはジョージ・カトリンの絵画『Comanche Feats of Horsemanship』から引用されている。

エピソードはニコール・カッセルが監督した。HBOはカッセルによって撮影・製作されたパイロット版を評価し、フルシーズンの許可を下した。このエピソードとシーズンの残りはパイロット版とは別のスタッフを起用したため、カッセルは2つのエピソード間で必要な製作の連続性を提供するために彼女は第2話も監督することも重要であると感じていた。
エピソードのタイトルは劇中でジャッドの邸宅内に飾られているジョージ・カトリンの絵画『Comanche Feats of Horsemanship』から引用されている。カトリンの作品のいくつかと同様、この絵画は21世紀ではアメリカ先住民の文化への侵入とみなされ、人種差別的な雰囲気が漂っている。これによりジャッドのクローゼットにKKKの衣裳が隠されていることが絵画によって示唆されていると一部から分析されている。
このエピソードではDr.マンハッタンを演じるフィリップスのクローンの正面からのフルヌードのカットが含まれている。このカットではフィリップス役のトム・マイソンの代わりにボディ・ダブルが使われている。ショーランナーのデイモン・リンデロフはシリーズのある時点でフルヌードのDr.マンハッタンを見せることを期待していたと語った。彼はDr.マンハッタンの青いペニスを見せることはリミテッドシリーズと映画の象徴的なアイコンであり、ショーランナー就任が決まった際に友人や仲間は皆口々に「青いペニスを見れるの?」と聞いてきたことを明かしている。しかしながらリンデロフは「ある程度の不条理とコメディを使ってこれを行う方法はあったが、同時に資料として認められないだろうか?」と考え、そして劇中劇『時計職人の息子』をこのカットの適切な手段として使用するというアイデアに至った。この劇自体は『天才マックスの世界』のそれのような高校生の演劇のように作られているが、ウェス・アンダーソンの映画に似た演出要素が使われている。マイソンによると、彼とクロックシャンクス嬢を演じるサラ・ヴィッカーズは質の悪い劇を表現するためにその場面では意図的に下手な芝居を行った。

## 評価

### 批評家の反応
Rotten Tomatoesでは34件のレビューで94%、平均点は7.4/10となり、「デイモン・リンデロフと彼のチームは絶対に交錯しているが積極的に「コマンチ族の乗馬術による軍功」に期待を覆し続けているため、遠慮することを拒否している」とまとめられた。

### 視聴率
初放送時の視聴者数は推定76万5000人である。